# Topía
Topía är en ort i Mexiko.   Den ligger i kommunen Topia och delstaten Durango, i den centrala delen av landet, 1 000 km nordväst om huvudstaden Mexico City. Topía ligger 1 745 meter över havet och antalet invånare är 2 051.
Terrängen runt Topía är varierad. Runt Topía är det mycket glesbefolkat, med 3 invånare per kvadratkilometer. Topía är det största samhället i trakten. I omgivningarna runt Topía växer huvudsakligen savannskog.